# Kaple Čtrnácti svatých pomocníků (Nové Město nad Metují)
Kaple Čtrnácti svatých pomocníků je římskokatolická kaple v Novém Městě nad Metují.

## Historie a umístění
Kaplička starého původu stojí na jihovýchodním okraji rovinné loučky přiléhající k hradnímu příkopu rozvalin hradu Výrov na straně jedné a dotýká se zářezu staré úvozové cesty vedoucí z Klopotovského údolí od řeky Metuje, na straně druhé.
Kaple prošla větší opravou v roce 1938 a znovu byla opravena obcí v roce 2002, kdy byla nově vymalována.

## Okolí kaple
V sousedství stojí dřevěné velkopáteční kříže.

## Bohoslužby
Bohoslužby se v kapli nekonají.